# 新特伦图
新特伦图是巴西圣卡塔琳娜州的一个市镇。总面积402.118平方公里，总人口11325人，人口密度28.2人/平方公里。